# Nahueachi
Nahueachi är en ort i Mexiko.   Den ligger i kommunen Guachochi och delstaten Chihuahua, i den nordvästra delen av landet, 1 200 km nordväst om huvudstaden Mexico City. Nahueachi ligger 2 057 meter över havet och antalet invånare är 177.
Terrängen runt Nahueachi är huvudsakligen lite kuperad. Nahueachi ligger nere i en dal.  Trakten runt Nahueachi är nära nog obefolkad, med mindre än två invånare per kvadratkilometer. Närmaste större samhälle är Humariza, 17,2 km öster om Nahueachi. Omgivningarna runt Nahueachi är i huvudsak ett öppet busklandskap.